# تيكمو كأس العالم 93
تيكمو كأس العالم 93 (بالإنجليزية: Tecmo World Cup '93)‏ ، هي لعبة إلكترونية من نوع لعبة كرة القدم ، أنتجت شركة تيكمو وطورها سيجا عام 1993م ، وبيعت اللعبة حصرياً في القارة الأوروبية.

## ميزات اللعبة
تميز اللعبة بتوفير 3 أوقات للمباراة وهي : 45 دقيقة أو 30 دقيقة أو 15 دقيقة حسب رغبة اللاعب ، بالإضافة إلى توفر خيارات مابين مباراة ودية أو اللعب لكأس العالم ، وفي خلال اللعب لكأس العالم تبدأ مرحلة المجموعات بعد اختياره للمنتخب المفضل له ثم الدور الثاني ثم الربع النهائي ثم النصف النهائي والنهائي ليفوز المنتخب بالكأس.
وتوفر المنتخبات الوطنية 24 بلداً وهي كالتالي:
- الجزائر
- الأرجنتين
- بلجيكا
- البرازيل
- الصين
- الدنمارك
- إنجلترا
- فرنسا
- ألمانيا الغربية
- هولندا
- المجر
- إيطاليا
- اليابان
- كوريا الجنوبية
- المكسيك
- المغرب
- بيرو
- بولندا
- إسكتلندا
- إسبانيا
- روسيا
- الأوروغواي
- الولايات المتحدة
- يوغوسلافيا

## مصدر
1. ↑  Tecmo World Cup 93 at موبي جيمز نسخة محفوظة 08 مارس 2016 على موقع واي باك مشين.

## وصلات خارجية
- SMS Power - Tecmo World Cup '93
- Tecmo World Cup '93 (video game) at GiantBomb.com